# 上堰潟
上堰潟（うわせきがた）は、新潟市西蒲区松野尾にある人造湖。

## 概要

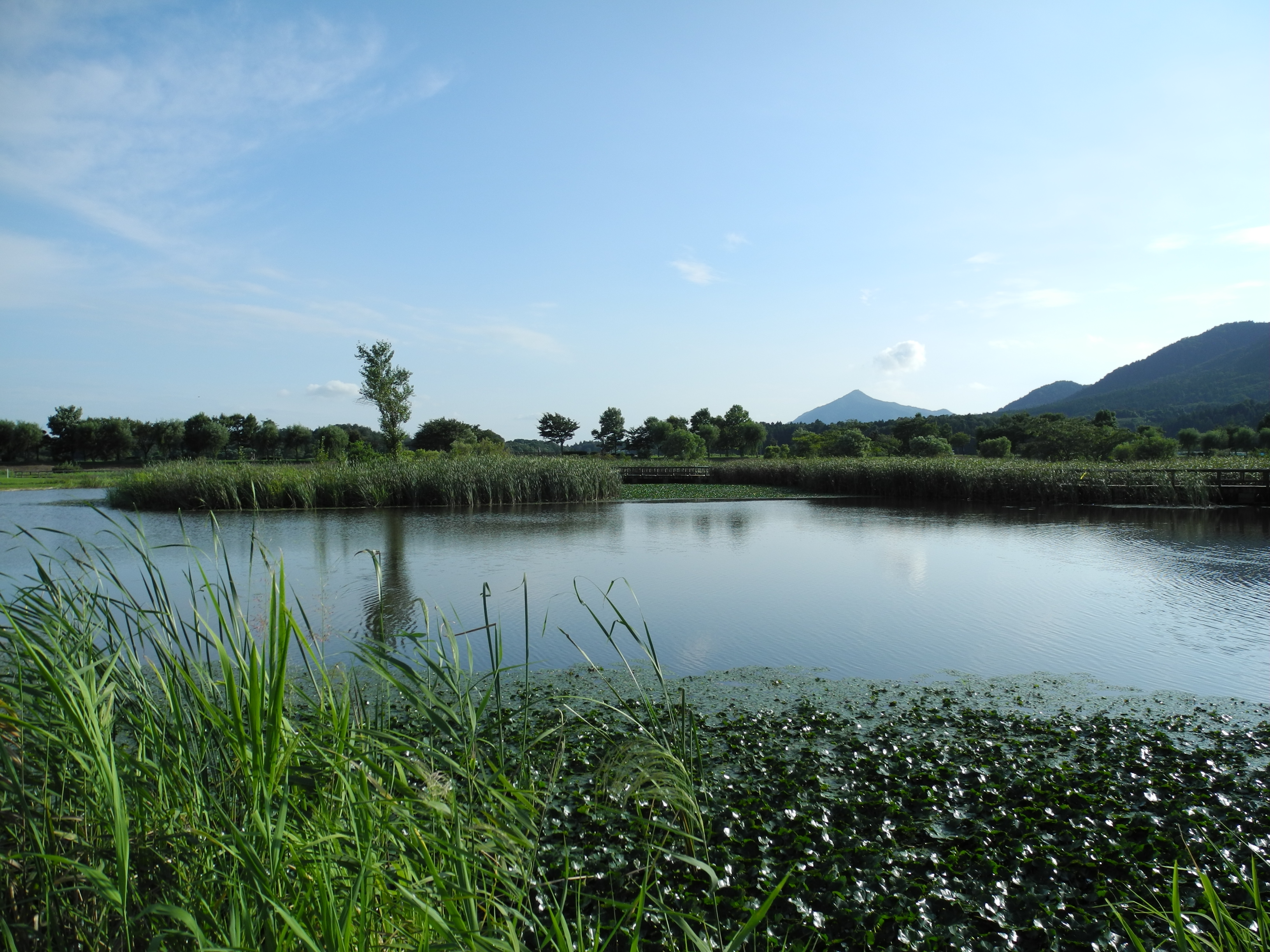
初秋の上堰潟

角田山の北東麓、佐潟の約2km南に位置する。農業用の灌漑用水源として利用されてきたほか、洪水調整機能をもつ。
1950年代には佐潟よりも広い湖面をもっていたが、1970年代前後の県営かんがい排水事業によって排水路が整備され、一時草地化した。その後、国の農業政策の変更によって農地化計画は取り止めとなり、遊水地としてかつての湖底が掘削されることになり、治水対策と自然保護を目的に1998年度に公園として整備された。

## 上堰潟公園

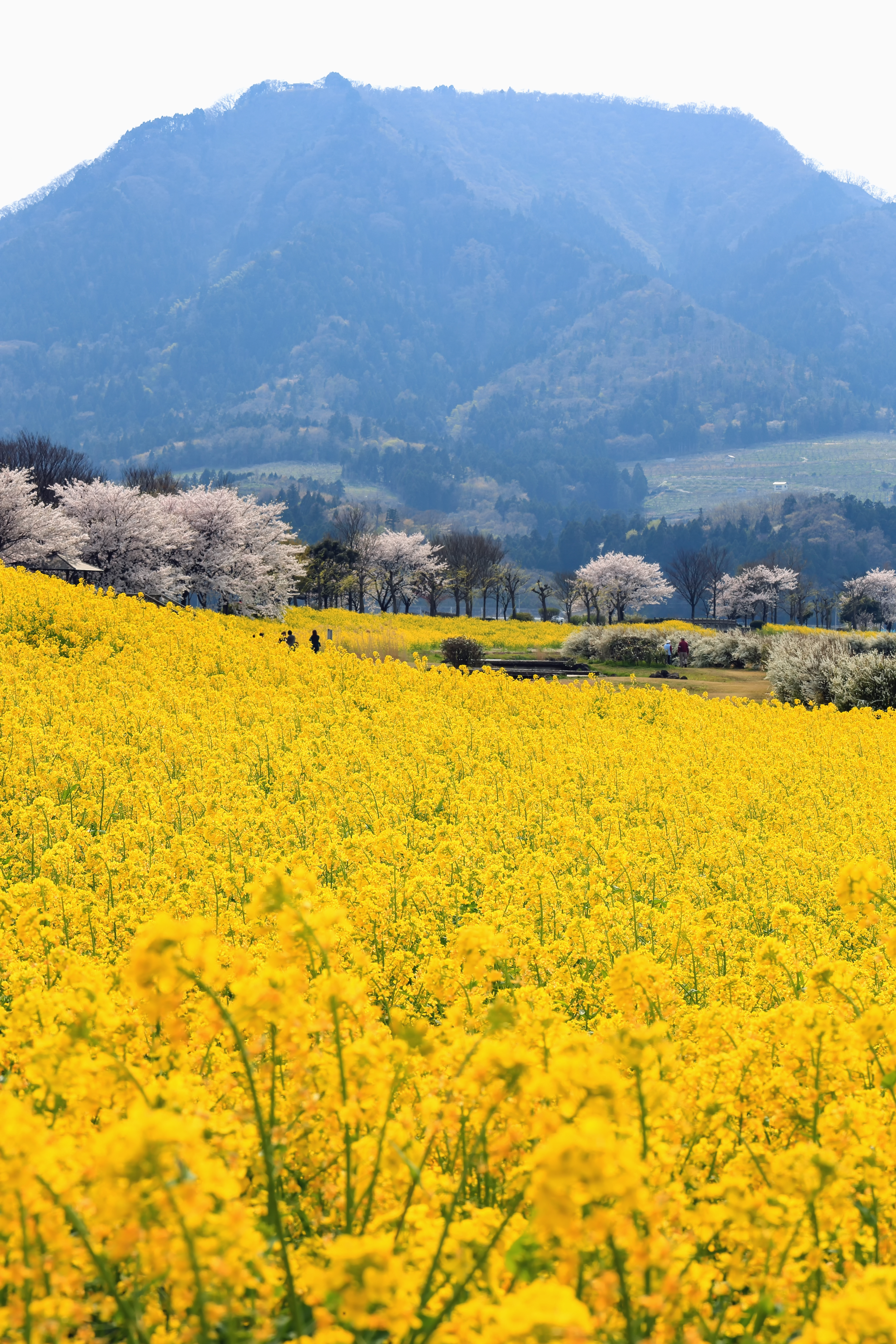
春には菜の花と桜が咲き乱れる

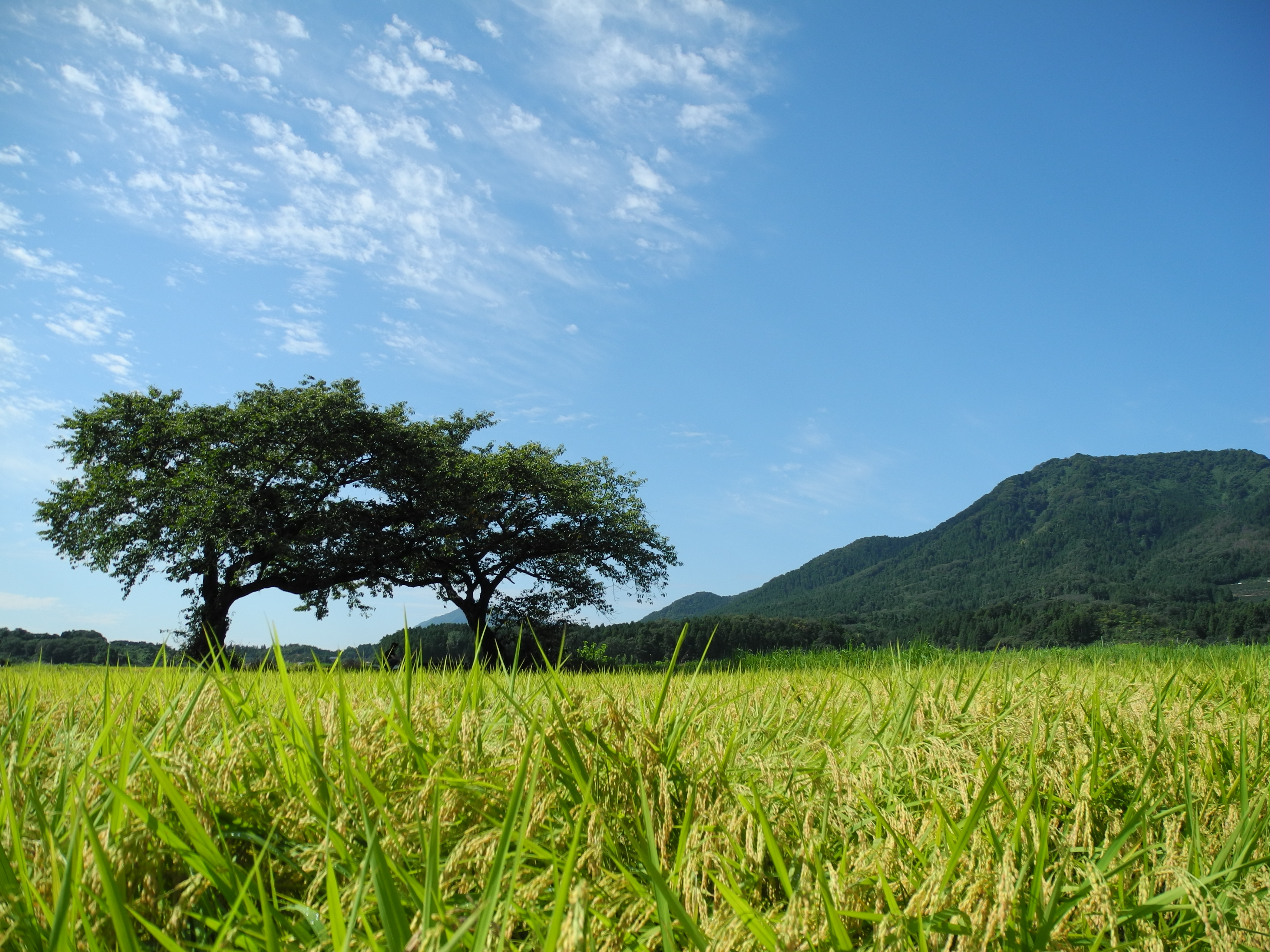
上堰潟公園から見える布目夫婦桜

潟のまわりは都市公園として整備されている。春は桜や菜の花、秋はコスモスの名所となっている。
稲わらを活用したアート作品の展示イベント「わらアートまつり」の拠点となっている。

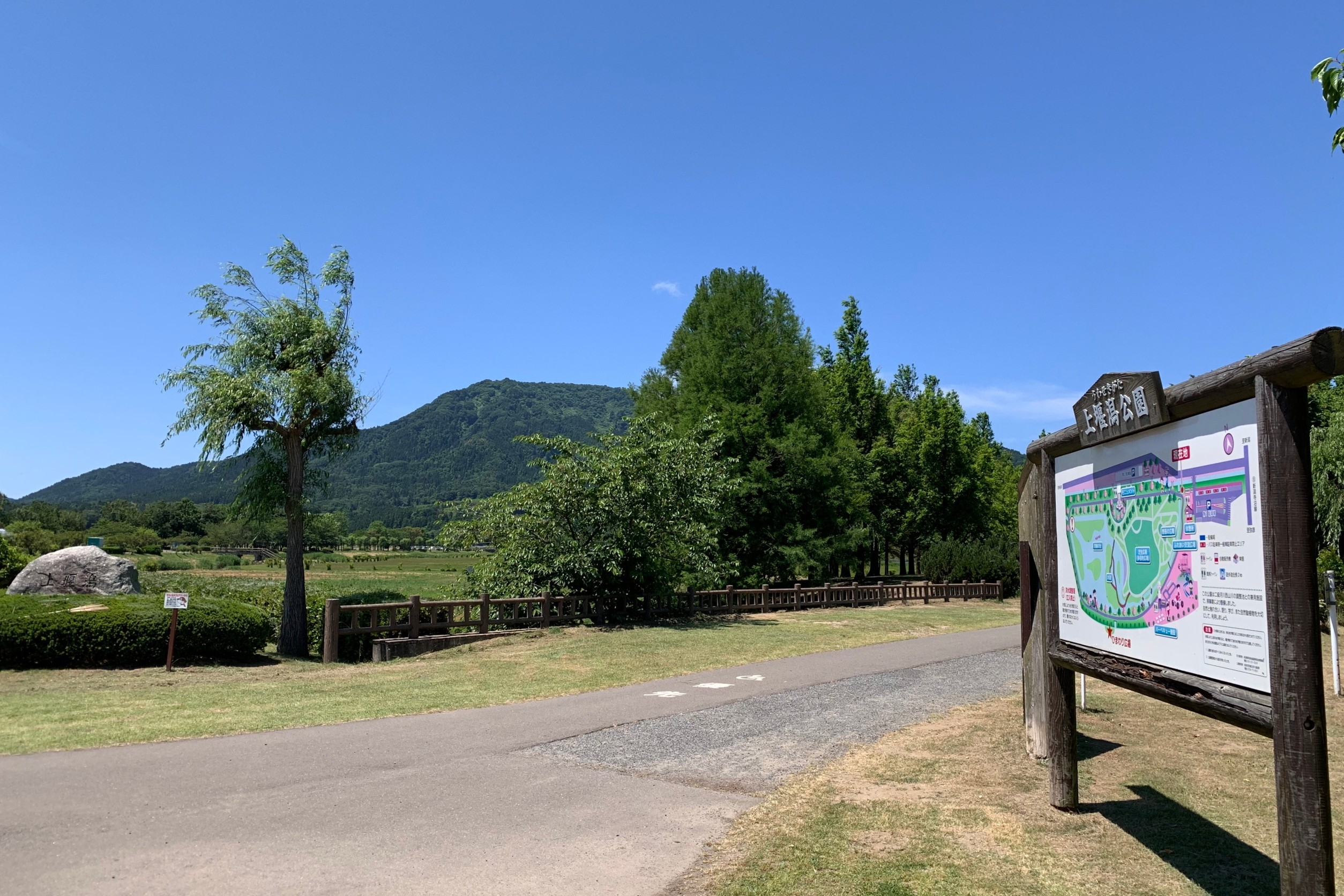
上堰潟公園（2020年6月）
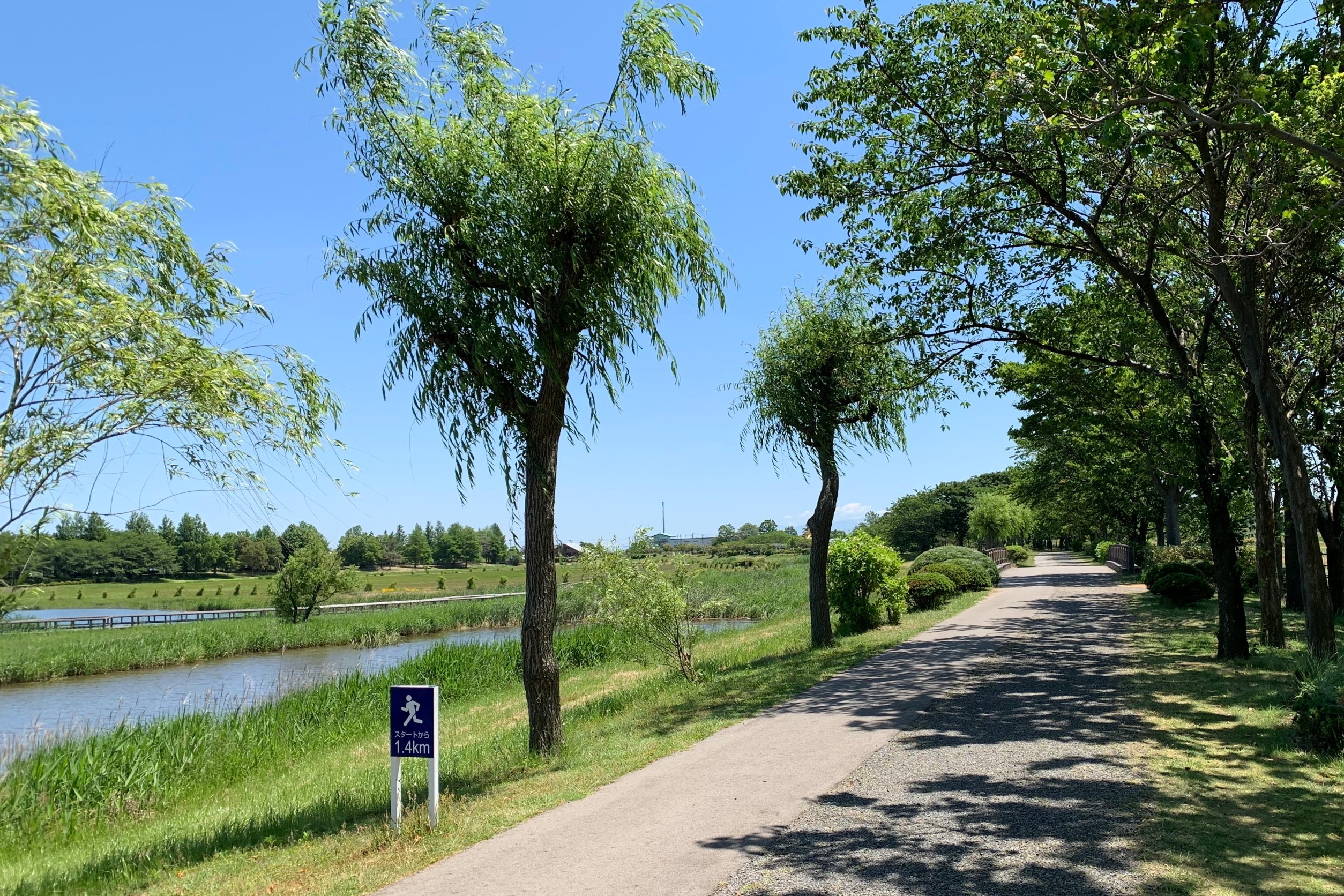
上堰潟公園内のランニングコース（2020年6月）

## 交通
- JR東日本越後線巻駅から新潟交通観光バス角田妙光寺・海水浴場行に乗車[4]。「布目」下車後徒歩5分。
- 同駅から季節運行の「にしかん観光周遊ぐる〜んバス」乗車[5]。「上堰潟公園」下車後すぐ。